# Gunar Kirchbach
Gunar Kirchbach, född den 12 oktober 1971 i Bad Saarow, dåvarande DDR, är en tysk kanotist.
Han tog OS-guld i C-2 1000 meter i samband med de olympiska kanottävlingarna 1996 i Atlanta.